# USS Juneau (CL-52)
USS Juneau (CL-52) – amerykański lekki krążownik przeciwlotniczy typu Atlanta z okresu II wojny światowej.
Okręt zwodowany 25 października 1941 roku, w trakcie kampanii na Salomonach wziął udział w bitwie pod Santa Cruz, a następnie w pierwszej bitwie pod Guadalcanalem, podczas której 13 listopada 1942 roku został zatopiony. Okręt nazwano na cześć miasta Juneau. Zatopienie okrętu pociągnęło za sobą śmierć między innymi pięciu braci Sullivanów.

## Historia
Stępkę pod budowę drugiego krążownika typu Atlanta położono w stoczni Federal Shipbuilding Company 27 maja 1940. Wodowanie nastąpiło 25 października 1941, wejście do służby 14 lutego 1942. Po wejściu do służby wiosną 1942 okręt uczestniczył w blokadzie floty Vichy na Martynice i Gwadelupie. Następnie do sierpnia brał udział w eskortowaniu konwojów i patrolowaniu wód w rejonie północnego Atlantyku i Karaibów. 22 sierpnia wszedł w skład Floty Pacyfiku. 10 września wszedł w skład grupy bojowej składającej się m.in. z dwóch lotniskowców, której zadaniem było dostarczenie samolotów i zaopatrzenia na Guadalcanal. 15 września jeden z lotniskowców grupy (USS „Wasp”) został storpedowany przez japoński okręt podwodny i w rezultacie uszkodzeń musiał zostać zatopiony przez własny okręt. Większość rozbitków z tonącego okrętu przyjął na pokład „Juneau”.
26 października 1942 krążownik uczestniczył w bitwie koło wysp Santa Cruz w ramach Task Force 17, gdzie wchodził w skład pierścienia eskorty USS „Hornet” (CV-8). Po pierwszym ataku na „Horneta”, w wyniku błędu swojego dowódcy, opuścił TF17 i udał się do skupionego wokół USS „Enterprise” (CV-6) Task Force 16, przez co znacznie osłabił siłę obrony przeciwlotniczej „Horneta” przed drugim atakiem na niego. Obok pancernika USS „South Dakota” (BB-57), „Juneau” był jednak najskuteczniejszym w obronie przeciwlotniczej okrętem ze wszystkich jednostek obu zespołów w tej bitwie.
8 listopada uczestniczył w eskorcie konwoju wiozącego zaopatrzenie do Guadalcanal. Podczas tej akcji odpierał japońskie ataki lotnicze i zestrzelił sześć samolotów torpedowych. 13 listopada podczas bitwy pod Guadalcanal został trafiony przez japońską torpedę wystrzeloną przez niszczyciel „Murasame” (albo „Amatsukaze” lub „Yudachi”). Trafienie to zniszczyło przednią kotłownię i prawdopodobnie złamało stępkę. Podczas ewakuacji z miejsca bitwy, uszkodzony okręt został trafiony torpedą wystrzeloną przez japoński okręt podwodny „I-26”. Wybuch torpedy spowodował następnie eksplozję dziobowych komór amunicyjnych, przełamanie się okrętu i jego zatonięcie w zaledwie 20 sekund. Towarzyszące „Juneau” jednostki, w obawie przed kolejnymi atakami nie przystąpiły do akcji ratunkowej. Z około 100 rozbitków po ośmiu dniach w wodzie ocalało jedynie 10. Wśród ofiar było pięciu braci Sullivan.

## Odkrycie wraku
Wrak okrętu został odkryty 17 marca 2018 przez RV Petrel, należący do ekspedycji Paula Allena